# Andrés Chocho
Cristian Andrés Chocho León (né le 4 novembre 1983 à Cuenca) est un athlète équatorien, spécialiste de la marche.

## Biographie
Champion national junior sur 10 000 m marche en 2002, Andrés Chocho remporte la médaille d'or sur 20 000 m marche à Buenos Aires lors des Championnats sud-américains de 2011 avec le record continental en 1 h 20 min 23 s 8 (le 5 juin). Son meilleur temps sur 20 km marche est de 1 h 22 min 05 s à Cracovie en 2008. Sur 50 km, il a également obtenu un 3 h 54 min 42 s à Congers (État de New York) en octobre 2010.
Son meilleur temps en 2002 était de 1 h 29 min 9 s à Turin. 18e lors du 10 000 m lors des Championnats du monde juniors à Kingston la même année.
Il participe aux Coupes du monde de marche avec les résultats suivants :
- 32e à Chihuahua en 2010 ;
- 39e à Tcheboksary en 2008 ;
- disqualifié à La Corogne et à Naumburg en 2006 et 2004,
- 34 e à Turin en 2002 (avec le temps indiqué ci-dessus) lors de sa première participation (alors qu'il était junior).

Il est également 38e lors des Jeux olympiques à Pékin en 2008 et 39e lors des Championnats du monde à Berlin en 2009.
Il remporte la médaille de bronze lors de l'Universiade d'été 2011 à Shenzhen sur la 20 km.
Le 6 mars 2016, il remporte le 50 km du Circuito internacional de marcha à Ciudad Juárez en 3 h 42 min 57 s.
Le 7 mai 2016, il termine sur le podium par équipes avec ses coéquipiers du 20 km marche lors des Championnats du monde par équipes de marche 2016 à Rome et termine 6e de l'épreuve individuelle en portant son record à 1 h 20 min 7 s.
En 2018, il remporte le challenge IAAF de marche, avec 25 points, devançant de peu Eider Arevalo (COL), 24 points.

## Vie privée
Il est marié à la marcheuse brésilienne Érica de Sena.

## Palmarès
| Date | Compétition                     | Lieu                 | Résultat | Épreuve     | Temps              |
| ---- | ------------------------------- | -------------------- | -------- | ----------- | ------------------ |
| 2011 | Championnats d'Amérique du Sud  | Buenos Aires         | 1er      | 20 000 m    | 1 h 20 min 23 s 8  |
| 2011 | Universiade                     | Shenzhen             | 2e       | 20 km       | 1 h 24 min 44 s    |
| 2013 | Championnats d'Amérique du Sud  | Carthagène des Indes | 3e       | 20 000 m    | 1 h 26 min 20 s 98 |
| 2015 | Jeux panaméricains              | Toronto              | 1er      | 50 km       | 3 h 50 min 13 s    |
| 2015 | Championnats du monde           | Pékin                | 8e       | 50 km       | 3 h 46 min 0 s     |
| 2016 | Championnats du monde de marche | Rome                 | 6e       | 20 km       | 1 h 20 min 7 s     |
| 2016 | Championnats du monde de marche | Rome                 | 3e       | Par équipes | 41 pts             |
| 2017 | Jeux Bolivariens                | Santa Marta          | 1er      | 50 km       | 4 h 14 min 20 s    |
| 2021 | Championnats d'Amérique du Sud  | Guayaquil            | 1er      | 20 000 m    | 1 h 24 min 18 s 9  |

## Records
| Épreuve                 | Performance            | Lieu          | Date        |
| ----------------------- | ---------------------- | ------------- | ----------- |
| 20 km marche (route)    | 1 h 20 min 7 s         | Rome          | 7 mai 2016  |
| 20 000 m marche (piste) | 1 h 20 min 23 s 8 (AR) | Buenos Aires  | 5 juin 2011 |
| 50 km marche (route)    | 3 h 42 min 57 s (AR)   | Ciudad Juárez | 6 mars 2016 |